# Sahang
Sahang is een bestuurslaag in het regentschap Ponorogo van de provincie Oost-Java, Indonesië. Sahang telt 1366 inwoners (volkstelling 2010).